# Bot (videojoc)
Als videojocs, un bot és un tipus de programari expert basat en intel·ligència artificial (IA) que juga a un videojoc en lloc d'un ésser humà. Els bots s'utilitzen en una gran varietat de gèneres de videojocs per a diverses tasques: un bot programat per a un shooter en primera persona (FPS) funciona de manera molt diferent a un programat per a un joc de rol multijugador en línia (MMORPG). Els primers poden incloure anàlisi del mapa i fins i tot estratègia bàsica; el darrer es pot utilitzar per automatitzar una tasca repetitiva i tediosa, com ara l'agricultura .
Els bots escrits per a shooters en primera persona solen intentar imitar com un humà jugaria un joc. Els bots controlats per ordinador poden jugar contra altres bots i / o humans a la vegada, ja sigui a través d'Internet, en una LAN o en una sessió local.
Les funcions i la intel·ligència dels bots poden variar molt, especialment amb el contingut creat per la comunitat. Els bots avançats inclouen l'aprenentatge automàtic per a l'aprenentatge dinàmic dels patrons de l'oponent, així com l'aprenentatge dinàmic de mapes desconeguts fins ara, mentre que els bots més trivials poden confiar completament en llistes de punts de ruta creats per a cada mapa pel desenvolupador, cosa que limita el bot a reproduir només mapes amb van dir els punts de referència.
L'ús de bots generalment està en contra de les regles dels jocs de rol massius en línia multijugador actuals (MMORPG), però un nombre important de jugadors encara utilitzen bots MMORPG per a jocs com RuneScape.
Els jugadors de MUD poden executar bots per automatitzar tasques laborioses, que de vegades poden constituir la major part del joc. Tot i que és una pràctica prohibida a la majoria de MUD, hi ha un incentiu perquè el jugador estalviï temps mentre el bot acumula recursos, com ara experiència, per al personatge del jugador .

## Tipus de bot
Els bots poden ser estàtics, dinàmics o tots dos. Els bots estàtics estan dissenyats per seguir punts de ruta ja fets per a cada nivell o mapa. Aquests bots necessiten un fitxer de waypoint únic per a cada mapa. Per exemple, els bots de Quake III Arena utilitzen un fitxer del sistema de coneixement de la zona per moure’s pel mapa, mentre que els bots de Counter-Strike utilitzen un fitxer de waypoints. Els robots dinàmics aprenen els nivells i els mapes mentre juguen, com ara el RealBot per a Counter-Strike .